# Kanamarí
Kanamarí (Canamari, Canamary, Kanawari; ponekad nazivani i Wiri-diapá, Wiri-dyapá, ili Wiri-Dy, prema jednoj njihovoj skupini), pleme američkih Indijanaca porodice Catuquinean naseljeno u brazilskoj državi Amazonas uz tokove gornjeg toka rijeka Juruá, Xiruá, Tauaracá, Jutaí i Itacoaí (Itaquaí). Danas žive u nekoliko rezervata, i to jedna grupa na Igarapé Maloca u općini Eirunepé, sa 130 Katukina. Druga grupa živi na rezervatu Kanamari u općinama Eirunepé i Itamarati (496; 1984). Treća na Mara/Urubaxi (88; 1989); četvrta na rezervatu Paraná Boa Boa (56 Kanamari, Maku Nadëb i Tukano; 1986); peta na rezervatu Paraná Patauá/Lago Paricá, općina Maraã (65 kanamarí; 1983); šesta na rezervatu Vale do Javari, na rijekama Juruá i Javari. Kanamari populacija prema SIL-u (1995) iznosi 647, dok  'Hands Around the World'  navodi broj od 1,327 (1999). Ne smiju se pobrkati s plemenima Canamari iz grupe Panoan, i Canamari iz grupe Arawakan. 

## Ime
Kanamari sami sebe nazivaju Tüküná, u značenju 'ljudi'. 

## Lokalne skupine
- (1) Wadyo-teknim dyapa (Macaco Prego-dyapa), macaco-prego je majmun Cebus apella iz porodice Cebidae.
- (2) Kotsa Djapá (“povo da Lontra”), gornja Jutaí, su narod lontra (vrsta vidre)
- (3) Tsunhum-Djapá (Tsuham Djapá, Tsohom Djapá), na Igarapé Dávi, pritok rijeke Jutaí. Uključuju i Tukun-Düapá (Tukun-dyapá, Tukum-diapá). Pleme Tsunhum-Djapá posječuje 2001 ekspedicija Ajuricaba, do tog vremena ova grupa kontaktirana je tek od plemena Katukina.
- (4) Pidá-Djapá (Katukina, Pidadiapa, Pidáh Djapá, Pidá-Djapá, Pidá-Düapá, Pidá-dyapá, Pidá-diapá, Catuquina, Pedá-Djapá, Katukina do Jutaí, Katukina do Biá), na río Biá, pritok gornje Jutaí,
- (5) Wiri-Diapá (Uiridiapa, Wiri Djapá, Wiri-Dy, Wiri-dyapá), na pritokama rijeke Juruá: río Itucumã, río Xeruã, igarapé Três Bocas i igarapé Santa Rita,
- (6) Potso Djapá (Potyo-dyapa, Japó-dyapa), na igarapé Jacaré, pritok rijeke Juruá,
- (7) Ben-Diapá (Bem Djapá, Bendiapá, Bendyapá, Bin-dyapa, Mutum-dyapa), na igarapé Mamori, pritok rijeke Juruá. Ime im znači “povo do Mutum”.
- (8) Kadekili-Diapá (Kadjikiri Djapá, Kadekili-dyapá, Caduquilidiapa, Kadyikiri-dyapa, Macaco de Cheiro-dyapa), ili “povo do Macaco de Cheiro”, na río Itacoaí i igarapé Irari, pritoke rijeke Javari. Macaco de Cheiro je majmun Saimiri sciureus.
- Hityam-dyapa (Caititu-dyapa)

## Povijest i kultura
Prvi kontakti s Kanamarima mogli su biti porije nekih 150 godina, kada na rijeku Juruá dolaze prvi bijelci. Kontakt s njima, a što je sigurno, uspostavlja se od 1940, nakon čega su se u posljednjih 50 godina odali alkoholu što je dovelo do propadanja njihove kulture, a dobivaju ga od bijelih trgovaca koji se bave gumom. Kanamri su su poznati po svojim sposobnostima kao cuarandeirosi (vidari) i po trajnim facijalnim tetovažama.
Podijeljeni su po brojnim endogamnim podgrupama čiji nazivi završavaju sufiksom –dyapa, -djapa ili -diapa. Prema njihovom vjerovanju stvorio ih je kulturni heroj Tamakori na srednjem toku rijeke Juruá, nakon čega je otišao niz rijeku do Manausa, gdje je stvorio bijelce.

## Vanjske poveznice
- Kanamari Indians
- Kanamari  Arhivirana inačica izvorne stranice od 9. studenoga 2007. (Wayback Machine)
- Projetos » Kanamari  Arhivirana inačica izvorne stranice od 28. rujna 2007. (Wayback Machine)